# 尤寧鎮區 (艾奧瓦州費耶特縣)
尤宁鎮區（Union Township），美国艾奥瓦州费耶特县的一个鎮區，总面积87.2平方公里，总人口412（2010年美国人口普查）。